# Tomoyuki Yamashita
Tomoyuki Yamashita (山下 奉文 Yamashita Tomoyuki; Ōtoyo, 8 novembre 1885 – Los Baños, 23 febbraio 1946) è stato un generale dell'esercito giapponese durante la Seconda guerra mondiale.

## Biografia
Secondogenito di un medico locale nel villaggio di Osuki Mura (in giapponese Grande cedro), ora nell'area amministrativa della cittadina di Ōtoyo (Prefettura di Kōchi), entrò da adolescente nella scuola militare. Nel novembre del 1905 Yamashita si diplomò alla Scuola dell'Esercito Imperiale Giapponese, classificandosi 16º su 490 cadetti. Nel maggio del 1916 venne promosso al grado di capitano.
La sua fama deriva dal fatto di aver conquistato le colonie britanniche di Malaysia e Singapore, guadagnandosi l'appellativo di "Tigre della Malesia".
La sua figura è conosciuta anche per essere stata al centro di un'importante sentenza della Corte suprema degli Stati Uniti d'America.
Il generale Yamashita, infatti, fu processato e condannato a morte per aver omesso di controllare le operazioni dei membri del suo comando, permettendo loro di commettere brutalità, atrocità ed altri gravi crimini, violando così le leggi di guerra, in particolare a seguito di un massacro di civili a Manila.
Questo caso fu l'applicazione più illustre, nella giurisprudenza interna di uno stato, del principio di diritto internazionale, sancito all'art. 6 dello Statuto del Tribunale di Norimberga, in base al quale si attribuisce ad un individuo gerarchicamente superiore la responsabilità per i crimini di guerra commessi dai propri sottoposti.
A Yamashita è attribuito l'aver accumulato un enorme tesoro noto come Oro di Yamashita, nascosto nelle Filippine.